# Дереволаз-міцнодзьоб середній
Дереволаз-міцнодзьоб середній (Xiphocolaptes promeropirhynchus) — вид горобцеподібних птахів родини горнерових (Furnariidae). Мешкає в Мексиці, Центральній і Південній Америці. Виділяють низку підвидів.

## Опис
Довжина птаха становить 26-35 см, самці важать 111-169 г, самиці 102-142 г. Забарвлення переважно коричневе, тім'я і верхня частина спини поцятковані жовтуватими смужками, обличчя темно-коричневе, поцятковане охристими смужками, підборіддя і горло жовтувато-білі. Крила і хвіст рудувато-бурі, надхвістя темно-руде. Нижня частина тіла оливково-коричнева, груди поцятковані охристими смужками, живіт поцяткований чорнуватими смужками. Дзьоб міцний, довгий, вигнутий, оливково-роговий, лапи оливково-зелені.

## Підвиди
Виділяють 23 підвиди:

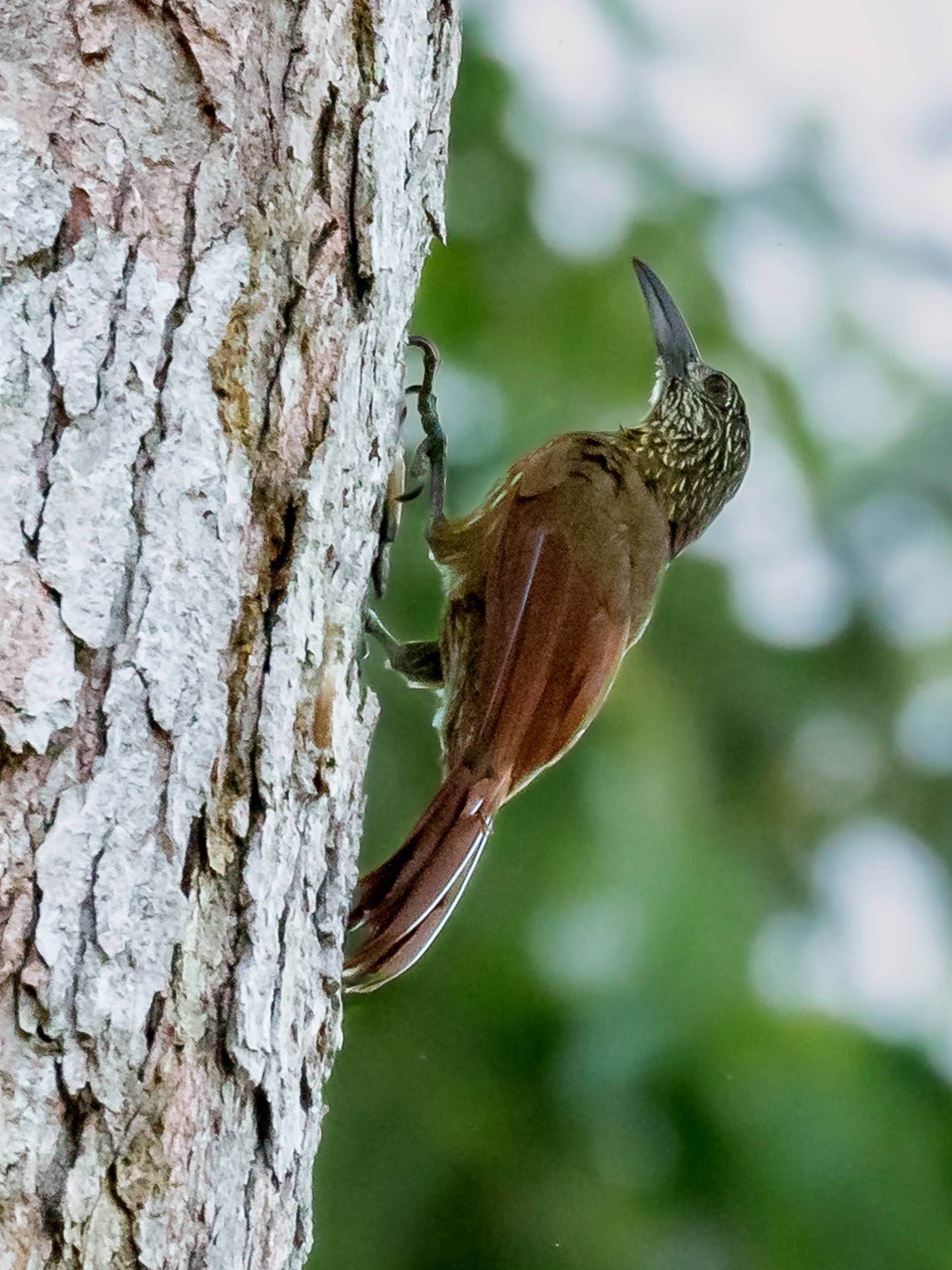
Середній дереволаз-міцнодзьоб

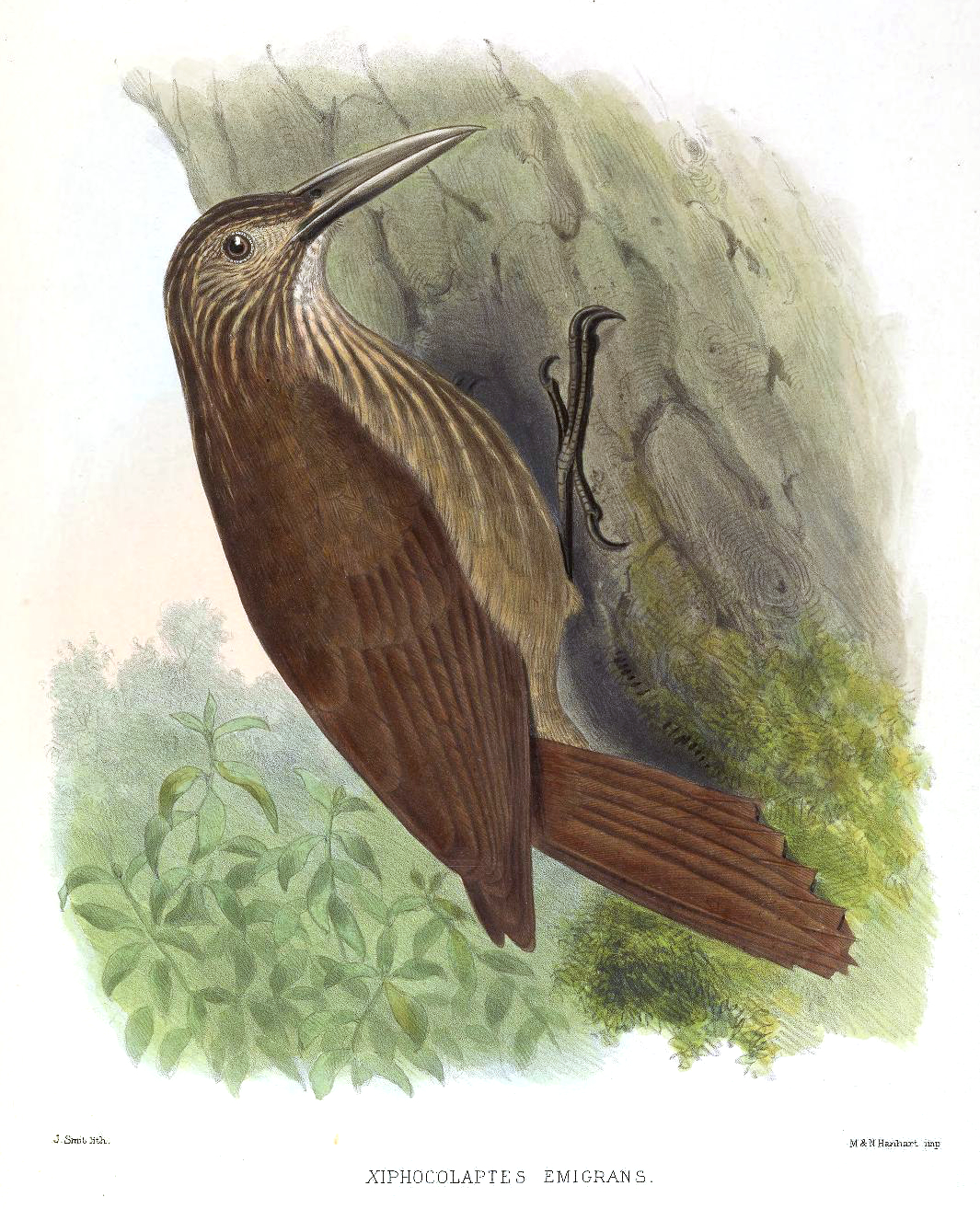
Середній дереволаз-міцнодзьоб

- X. p. omiltemensis Nelson, 1903 — південно-західна Мексика (Південна Сьєрра-Мадре в центральному Герреро);
- X. p. sclateri Ridgway, 1890 — східна і півднно-східна Мексика (південний схід Сан-Луїс-Потосі, Ідальго, захід Веракрусу, північ Оахаки);
- X. p. emigrans Sclater, PL & Salvin, 1859 — від південної Мексики (Чіапас) до північного Нікарагуа;
- X. p. costaricensis Ridgway, 1889 — високогір'я Коста-Рики і південно-західної Панамии (Чирикі);
- X. p. panamensis Griscom, 1927 — тихоокеанські схили гір на півдні Панами (Вераґуас, Кокле);
- X. p. rostratus Todd, 1917 — низовини на півночі Колумбії (долини річок Сіну[en] і Магдалени);
- X. p. sanctaemartae Hellmayr, 1925 — Сьєрра-Невада-де-Санта-Марта (північна Колумбія);
- X. p. virgatus Ridgway, 1890 — Центральний хребет Колумбійських Анд (західні схили, місцями на східних схилах до річки Магдалени);
- X. p. macarenae Blake, 1959 — гірських хребет Макарена і східні передгір'я Центрального хребта Колумбійських Анд;
- X. p. promeropirhynchus (Lesson, R, 1840) — Анди на сході центральної Колумбії, в Еквадорі і західній Венесуелі (Сьєрра-де-Періха, Кордильєра-де-Мерида);
- X. p. procerus Cabanis & Heine, 1860 — гори північної і центральної Венесуели, зокрема Прибережний хребет;
- X. p. tenebrosus Zimmer, JT & Phelps, 1948 — тепуї на південному сході Венесуели (Чиманта, Рорайма), в сусідніх районах Гаяни (Акарі) та в прилеглих районах північної Бразилії, низовини Гаяни і Французької Гвіани;
- X. p. neblinae Phelps & Phelps Jr, 1955 — гора Небліна на півдні Венесуели;
- X. p. crassirostris Taczanowski & Berlepsch, 1885 — передгір'я Анд на південному сході Еквадору (захід Ель-Оро, Лоха) та на північному заході Перу (Тумбес, П'юра);
- X. p. compressirostris Taczanowski, 1882 — північ Перуанських Анд (Амазонас, Кахамарка, Сан-Мартін);
- X. p. phaeopygus Berlepsch & Stolzmann, 1896 — центр Перуанських Анд (Хунін);
- X. p. solivagus Bond, J, 1950 — східні схили Перуанських Анд (Хунін, північ Уануко);
- X. p. lineatocephalus (Gray, GR, 1847) — Анди на південному сході Перу (Куско) та в Болівії;
- X. p. orenocensis Berlepsch & Hartert, E, 1902 — центральна і східна Колумбія, південна Венесуела, півнчний схід Еквадору і Перу, північний захід Бразильської Амазонії (на північ від Амазонки, нак схід до Ріу-Негру);
- X. p. berlepschi Snethlage, E, 1908 — захід Бразильської Амазонії (на південь від Амазонки, на схід до Мадейри);
- X. p. paraensis Pinto, 1945 — центральна Бразильська Амазонія (на південь від Амазонки, від Мадейри до Шінгу, на південь до Мату-Гросу);
- X. p. obsoletus Todd, 1917 — північна і східна Болівія;
- X. p. carajaensis Cardoso da Silva, Novaes & Oren, 2002 — південний схід Бразильської Амазонії (на південь від Амазонки, від Шінгу до Токантінса і Арагуаї).

## Поширення і екологія
Середні дереволази-міцнодзьоби мешкають в Мексиці, Гватемалі, Белізі, Сальвадорі, Гондурасі, Нікарагуа, Коста-Риці, Панамі, Колумбії, Венесуелі, Еквадорі, Перу, Гаяні, Суринамі, Французькій Гвіані, Бразилії і Болівії. Вони живуть у вологих рівнинних і гірських тропічних лісах та на узліссях. Зустрічаються на висоті до 3500 м над рівнем моря. Живляться комахами та іншими безхребетними.